# البرجين (كشر)

تعديل مصدري - تعديل

البرجين هي إحدى قرى عزلة عاهم بمديرية كشر التابعة لمحافظة حجة، بلغ تعداد سكانها 568 نسمة حسب تعداد اليمن لعام 2004.